# Codex Tschacos
De Codex Tschacos is een codex die vier gnostische teksten bevat. Een codex is een handschrift in de vorm van een boek met ingenaaide katernen en geen boekrol. Naast deze codex en de Nag Hammadigeschriften bestaat de gevonden gnostische literatuur verder uit de Codex Berolinensis Gnosticus 8502, de Codex Askewianes en de Codex Brucianus. De Koptische handschriften in de Codex Tschacos zijn vertalingen van oorspronkelijke teksten in het Grieks, die geheel verloren zijn gegaan. Er is in het vakgebied enig debat over de ouderdom van de handschriften. De meeste auteurs hanteren een aanname van de eerste helft van de vierde eeuw. 
De vier teksten zijn
- De Brief van Petrus aan Filippus, die met enige geringe afwijkingen ook voortkomt bij de Nag Hammadigeschriften.
- Jakobus, een tekst die al bekend was uit de Nag Hammadigeschriften als de Eerste openbaring van Jacobus.
- Het Boek van Allogenes. Deze titel is door de eerste uitgever bedacht. Er is geen verband met het handschrift Allogenes (Vreemdeling) dat in de Nag Hammadigeschriften voorkomt.
- Het Evangelie naar Judas. Dit is het belangrijkste deel van de codex. Het bestaan van dit evangelie was bekend. De kerkvader Ireneüs van Lyon (circa 140 – circa 202) had het evangelie al in zijn omstreeks 180 geschreven Ontmaskering en omverwerping van de valselijk zo genoemde gnosis vermeld. De tekst zelf was echter onbekend.

De codex werd omstreeks 1978 ontdekt bij een vermoedelijk illegale opgraving in de regio Minya in Egypte. De codex werd in jaren daarna in Europa en de Verenigde Staten te koop aangeboden. Enkele deskundigen en experts kregen daarbij de kans de handschriften oppervlakkig te onderzoeken. De belangrijkste tekst van de codex, het Evangelie naar Judas, werd niet opgemerkt. In de periode 1983 – 2000 lag de codex in een kluis in New York. Dat had grote nadelige gevolgen voor de kwaliteit van de papyri in de codex. Een potentiële koper richtte ook schade aan door een onzorgvuldige en ondeskundige poging tot restauratie.
In 2000 werd de codex gekocht door Frieda Nussberger-Tchacos, die het in 2001 doorverkocht aan de Maecenas-Stiftung in Bazel. Sinds 2004 heeft de codex de naam van Codex Tschacos als eerbetoon aan Dimaratos Tchacos, de vader van Frieda Nussberger. Er zijn onderzoekers met de opvatting dat met deze benoeming Frieda Tschacos te veel krediet heeft gekregen. Naar analogie van de Nag Hammadigeschriften wordt de codex dan ook wel de Codex Maghagha genoemd, de naam van de dichtstbijzijnde stad bij de vindplaats.   
Door de slechte staat van de papyri was de codex in honderden kleinere fragmenten uiteengevallen. Na drie jaar was met moderne technieken ongeveer 90% van de tekst gereconstrueerd. De codex bestaat uit 33 bladen van 28 bij 11 cm. De bladen zijn aan beide zijden beschreven. Er zijn dus 66 pagina's, die  gemiddeld 80 woorden bevatten. Het Evangelie naar Judas uit de codex bestaat uit 2300 Koptische woorden. 
Het is echter duidelijk, dat de codex in zijn oorspronkelijke staat meer pagina's moet hebben bevat. Waarschijnlijk zijn die aan nog onbekende handelaren verkocht. Twee kleine fragmenten daarvan zijn bekend en moeten hebben behoord bij het  Corpus Hermeticum XIII, een van de bekendste hermetische teksten. 
Een eerste uitgave van het Evangelie naar Judas verscheen in 2006 in het Koptisch met een Engelse vertaling. Een eerste uitgave van de gehele codex verscheen in 2007. Het is de bedoeling dat de codex na conservering en verdere publicaties aan Egypte teruggegeven zal worden en dan deel uit zal maken van de collectie van het Koptisch Museum in Caïro. 
Er bestaan meerdere Nederlandse  vertalingen vanuit het Koptisch van het Evangelie van Judas, zoals J. van der Vliet Het Evangelie van Judas. Verrader of bevrijder? en J. van Oort, Het  Evangelie van Judas.  